# Dalechampia elongata
Dalechampia elongata är en törelväxtart som beskrevs av William Grant Craib. Dalechampia elongata ingår i släktet Dalechampia och familjen törelväxter. Inga underarter finns listade i Catalogue of Life.